# Franco Coccia
Franco Coccia (Parigi, 30 aprile 1929 – Roma, 23 novembre 2017) è stato un politico e avvocato italiano.

## Biografia
Originario di Roccantica, in provincia di Rieti, nacque a Parigi, dove la sua famiglia era esiliata dal regime fascista. Il padre Ugo Coccia fu segretario nazionale del Partito Socialista Italiano, e in Francia fu tra i leader della concentrazione antifascista; la madre fu sindaco di Roccantica nel 1946, tra le prime dieci donne elette in Italia dopo l'introduzione del suffragio universale.
Avvocato civilista e del lavoro, si iscrisse al PCI nel 1946. Fu consigliere comunale del comune di Rieti, dove è stato capogruppo del PCI, e più tardi sindaco di Poggio Mirteto.
Fu deputato dal 1963 al 1979, per quattro legislature. Alla camera dei deputati fu tra i padri della riforma del processo del lavoro e dell'ordinamento penitenziario del 1976. Inoltre è stato membro della commissione inquirente e segretario dell'ufficio di presidenza, quando presidente della camera era Pietro Ingrao.
Nel 1987 fu tra i firmatari di un appello per il no al referendum abrogativo del 1987 sulla responsabilità civile dei magistrati.
Nel 1990 fu eletto al Consiglio superiore della magistratura come consigliere "laico". Allo scioglimento del PCI, entrò a far parte del PDS.
È stato inoltre sindacalista della CGIL presso l'Ufficio Vertenze della Camera del Lavoro di Rieti, contribuendo alla risoluzione di molte vertenze nell'agricoltura e nell'industria locale. Negli ultimi anni, dal 2004 al 2010, è stato presidente dell'Associazione degli ex Parlamentari della Repubblica Italiana, esprimendosi più volte contro l'abolizione dei vitalizi ai parlamentari.